# کورتیس (اوهایو)
کورتیس (به انگلیسی: Curtice) یک منطقهٔ مسکونی در ایالات متحده آمریکا است که در اوهایو واقع شده‌است. کورتیس ۹٫۴ کیلومتر مربع مساحت و ۱٬۵۲۶ نفر جمعیت دارد.